# Metro Alpin
| Fahrplanfeld: | 2303 (früher 1303) |                                         |                              |
| Streckenlänge: | 1,749 km           |                                         |                              |
| Spurweite: | 1200 mm            |                                         |                              |
| Maximale Neigung: | 480 ‰              |                                         |                              |
| |                    |                                         |                              |
| \| \| \| Saas-Fee Alpin-Express und Felskinnbahn \| 1798 m ü. M. \| \| \| 0 \| Felskinn \| 2980 m ü. M. \| \| \| \| \| \| \| \| \| Ausweichstelle \| \| \| \| \| Hohlaub bei Hohlaubgletscher \| \| \| \| \| \| \| \| \| \| \| \| \| \| 1,749 \| Mittelallalin \| 3456 m ü. M. \| \| \| \| Allalinhorn \| 4027 m ü. M. \| |                    |                                         |                              |
| |                    | Saas-Fee Alpin-Express und Felskinnbahn | 1798 m ü. M.                 |
| Kopfbahnhof Streckenanfang (im Tunnel) | 0                  | Felskinn                                | 2980 m ü. M.                 |
| Strecke (im Tunnel) |                    |                                         |                              |
| Verschwenkung von links (im Tunnel) · Verschwenkung von rechts (im Tunnel) |                    | Ausweichstelle                          | Ausweichstelle               |
| Strecke (im Tunnel) · Haltepunkt / Haltestelle |                    | Hohlaub bei Hohlaubgletscher            | Hohlaub bei Hohlaubgletscher |
| Verschwenkung nach links (im Tunnel) · Verschwenkung nach rechts (im Tunnel) |                    |                                         |                              |
| Strecke (im Tunnel) |                    |                                         |                              |
| Kopfbahnhof Streckenende (im Tunnel) | 1,749              | Mittelallalin                           | 3456 m ü. M.                 |
| |                    | Allalinhorn                             | 4027 m ü. M.                 |

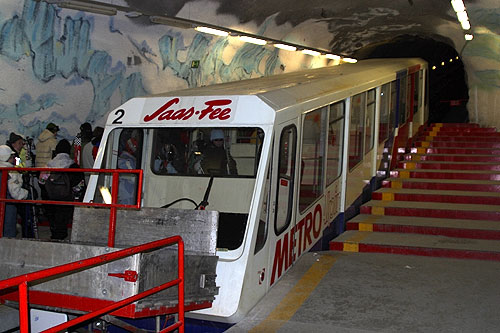
Talstation Felskinn

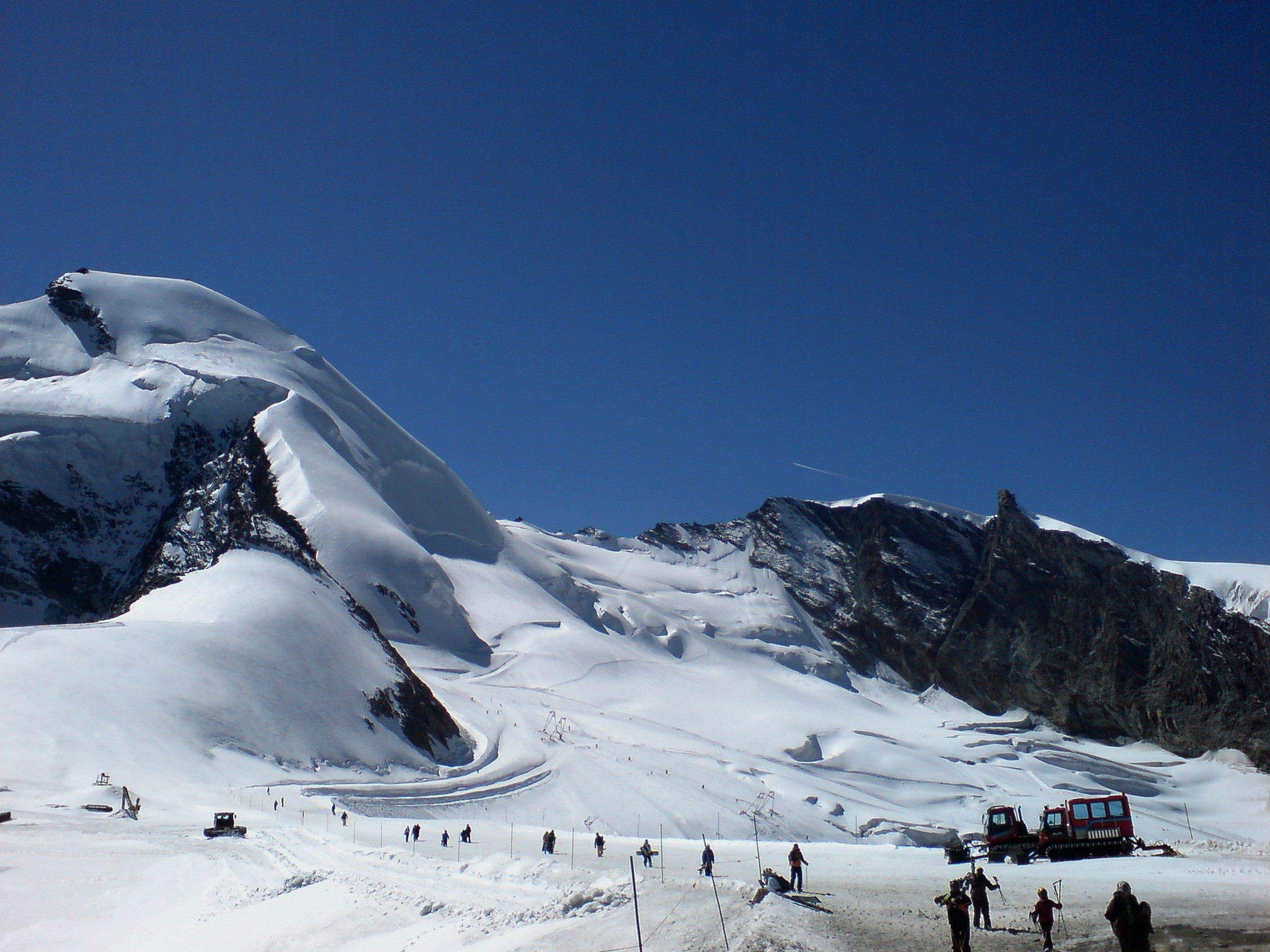
Sommerski auf dem Feegletscher. Blick von der Station Mittelallalin.

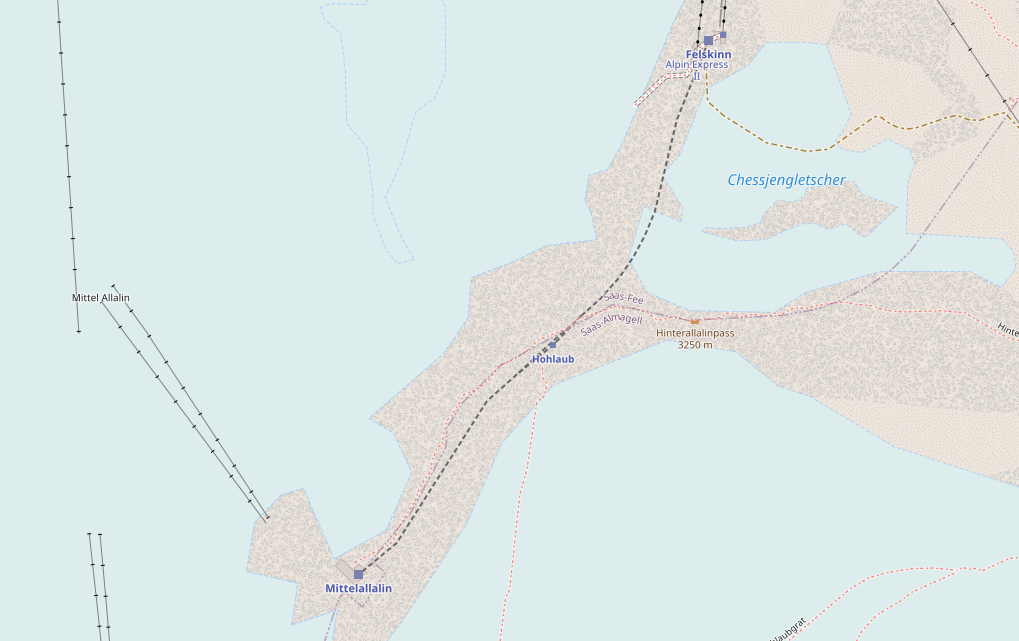
Streckenführung (gestrichelte Linie) Metro Alpin. Gut zu sehen die Mittelstation Hohlaub.

Die Metro Alpin ist eine vollständig unterirdisch verlaufende Standseilbahn oberhalb von Saas-Fee im Schweizer Kanton Wallis. Obwohl sie nicht der klassischen Definition einer U-Bahn im Sinne eines Massenverkehrsmittels in städtischem Gebiet entspricht, wird sie von den Tourismus-Verantwortlichen des Ferienorts als «höchstgelegene U-Bahn der Welt» bezeichnet. Der Betrieb erfolgt durch die «Saastal Bergbahnen AG».
Im Juni 2024 wurden die Fahrzeuge sowie die elektrische Steuerung komplett erneuert. Die neuen Fahrzeuge auf den Felskinn zu transportieren war eine logistische Herausforderung, als Zubringer diente die Felskinnbahn.

## Streckenverlauf
Die am 19. Dezember 1984 eröffnete Bahn führt von der Station «Felskinn»  (2980 m ü. M.) am Rande des Feegletschers zur Station «Mittelallalin»  (3456 m ü. M.) am Nordhang des 4027 Meter hohen Allalinhorns. Baubeginn war am 1. September 1981.
Von Saas-Fee aus kann die Metro Alpin direkt mit der Felskinnbahn (Luftseilbahn) oder dem AlpinExpress (Gondelbahn) in 2 Sektionen erreicht werden. Sie dient vor allem dem Ski- und Ausflugstourismus. Eine weitere Attraktion bei der Bergstation ist der Welt höchstes Drehrestaurant, das innerhalb einer Stunde einen vollständigen Rundblick über die Viertausender der Walliser Alpen ermöglicht. Zudem befindet sich auf Mittelallalin der weltgrößte Eispavillon (Eisgrotte).
Die Fahrzeuge besitzen eine Kapazität von 95 Fahrgästen, in jeder Richtung können stündlich 1266 Personen befördert werden. Die täglichen Betriebszeiten der Metro Alpin verlängern sich gegen Sommer von Monat zu Monat um 15 Minuten bzw. verkürzen sich im Herbst wieder um diese Viertelstunde. Der Betrieb wird normalerweise am Ende der Wintersaison während einigen Wochen eingestellt, um Wartungsarbeiten durchführen zu können.
Der Tunnel ist 1749 Meter lang und überwindet eine Höhendifferenz von 476 Metern. Die eingleisige Strecke besitzt in der Mitte eine Kreuzungsstelle. Bei der Mittelstation «Hohlaub» wird auf der ersten Bergfahrt am Morgen für Alpinisten Halt gemacht. Eine Röhre durchquerend erreicht man so direkt den Hohlaubgletscher. In der unteren Hälfte der Tunnelröhre beträgt die Neigung 17 % bis 48 %, in der oberen Hälfte gleichmässig 33 %. Der Antrieb erfolgt durch stationäre Motoren in der Bergstation; diese bewegen das Seil, an denen die beiden Fahrzeuge befestigt sind. Die Spurweite beträgt 1200 mm, die Fahrgeschwindigkeit liegt bei 36 km/h.